# Ancienne église Sainte-Agathe de Berchem-Sainte-Agathe
L'ancienne église Sainte-Agathe  (en néerlandais : Oude Sint-Agathakerk) était un édifice religieux sis au cœur du village de Berchem-Sainte-Agathe, aujourd’hui commune nord-occidentale de la région de Bruxelles (Belgique). Datant du XIIe siècle mais fortement rénovée en 1744 et 1846, elle est devenue trop petite lorsque le village devint faubourg de Bruxelles elle fut remplacée par une nouvelle église paroissiale, construite à quelque distance.  

## Histoire
Elle se trouve sur un terrain surélevé qui donnera son nom à la commune , berg signifiant mont et heim désignant un groupe d'habitation ou une bâtisse entourée d'une clôture. La paroisse s’étendait sur les actuelles communes de Berchem-Sainte-Agathe, Koekelberg, et des parties de Ganshoren et Jette.
L’église est de pierre naturelle. Les parties les plus anciennes dont la tour carrée qui fait office de façade et la nef, ont été construites entre 1287 et 1311, elles sont plus ancienne que  le chœur construits en 1744[réf. nécessaire]. Un avant corps et deux collatéraux de brique ont été rajoutés en 1846,. 
Sise en face du bois du Wilder, et le long de la rue de l'allée verte, aux pavés de pierre et toujours bordée de quelques maisons basses, elle rappelle l’ancien village de Berchem aujourd'hui englobé dans la nouvelle commune bruxelloise. 
Entièrement rénovée de 1972 à 1974 elle est aujourd’hui désacralisée et utilisée pour des cérémonies et célébrations à caractère culturel.  Le bâtiment est classé au patrimoine monumental de la ville de Bruxelles depuis le 25 octobre 1950.